# Miao chuanqiandian
Le miao chuanqiandian (du chinois : 苗语川黔滇次方言 ; pinyin : Miáoyǔ chuānqiándiān cìfāngyán ; litt. « dialecte Miao du Sichuan-Guizhou-Yunnan ») est une langue hmong-mien parlée dans l'Ouest du Guizhou, l'Ouest du Guangxi, le Sud du Sichuan et le Yunnan, en Chine, par environ 1 400 000 Hmong. 

## Classification interne
Dans la classification chinoise établie par les linguistes Wang, Mao, Meng et Zheng, le chuanqiandian (en chinois 川黔滇苗, Chuānqiándiān Miáo, « Miao du Sichuan-Guizhou-Yunnan »), ou hmong occidental, est un des trois dialectes du hmong, au sein de la famille des langues hmong-mien. En Chine les locuteurs du chuanqiandian font partie de la nationalité miao.

## Écriture et langue standard
Le chuanqiandian est une langue écrite. En 1957, les autorités chinoises on développé une écriture basée sur l'alphabet latin. Le parler de Dananshan (大南山寨), sur le territoire de la ville de Bijie (毕节), dans le Guizhou, a été choisi pour développer la langue standard. Plutôt que de recourir à des signes spéciaux, le miao chuanqiandian, comme d'autres langues minoritaires du Sud-Est de la Chine, utilise des digrammes et des trigrammes pour noter les sons particuliers de la langue. Les tons sont indiqués par une consonne à la fin des mots.

## Phonologie
Les tableaux présentent les phonèmes vocaliques  et consonantiques du chuanqiandian de Dananshan.

### Voyelles
|         | Antérieure | Centrale | Postérieure |
| ------- | ---------- | -------- | ----------- |
| Fermée  | i [i]      |          | u [u]       |
| Moyenne | e [e]      |          | o [o]       |
| Ouverte |            | ɒ [ɒ]    | a [ɑ]       |

### Diphtongues
Les diphtongues du chuanqiandian de Dananshan, sont [ɑu], [ei], [eu] ([ɛɯ]), [ou] ([əu]), [iu], [ue], [uɑ] ([ɒ]). S'y ajoutent les triphtongues [uei], [uɑi], [iɑu]. Les autres rimes se terminent par les consonnes [n] et [ŋ].

### Consonnes
|               |               | Bilabiales | Alvéolaires | Alvéolaires | Rétrofl.    | Alv.-pal.   | Dorsales  | Dorsales  |
| ------------- | ------------- | ---------- | ----------- | ----------- | ----------- | ----------- | --------- | --------- |
| Centrales     | Latérales     | Bilabiales | Vélaires    | Uvulaires   | Rétrofl.    | Alv.-pal.   |           |           |
| Occlusives    | Sourde        | p [p]      | t [t]       |             | ʈ [ʈ ]      |             | k [k]     | q [q]     |
| Occlusives    | Aspirées      | ph [pʰ]    | th [tʰ]     |             | ʈh [ʈʰ]     |             | kh [kʰ]   | qh [qʰ]   |
| Occlusives    |               | mp [m͡p]    | nt [n͡t]     |             | nʈ [n͡ʈ ]    |             | ŋk [ŋ͡k]   | nq [ɴ͡q]   |
| Occlusives    | Aspirées      | mph [m͡pʰ]  | nth [n͡tʰ]   |             | nʈh [n͡ʈʰ]   |             | ŋkh [ŋ͡kʰ] | nqh [ɴ͡qʰ] |
| Occlusives    |               | pl [p͡l]    | tl̥ [t͡l̥]     |             |             |             |           |           |
| Occlusives    | Aspirées      | phl [pʰ͡l]  | tl̥h [t͡l̥ʰ]   |             |             |             |           |           |
| Occlusives    | mpl [m͡pl]     |            |             |             |             |             |           |           |
| Fricatives    | sourdes       | f [f]      | s [s]       |             | ʂ [ʂ]       | ɕ [ɕ]       | h [ x]    |           |
| Fricatives    | Sonore        | v [v]      |             |             | ʐ [ʐ]       | ʑ [ʑ]       |           |           |
| Affriquées    | Sourdes       |            | ts [t͡s]     |             |             | tɕ [t͡ɕ]     |           |           |
| Affriquées    | Aspirées      |            | tsh [t͡sʰ]   |             |             | tɕh [t͡ɕʰ]   |           |           |
| Affriquées    | Prénasal.     |            | nts [n͡t͡s]   |             | ntʂ [ɳ͡t͡ʂ]   | ntɕ [n͡t͡ɕ]   |           |           |
| Affriquées    |               |            | ntsh [n͡t͡sʰ] |             | ntʂh [ɳ͡t͡ʂʰ] | ntɕh [n͡t͡ɕʰ] |           |           |
| Liquides      |               |            |             | l [l]       |             |             |           |           |
| Liquides      | Dévoisées     |            |             | l̥ [l̥]       |             |             |           |           |
| Nasales       | Sonores       | m [m]      | n [n]       |             |             | ɲ [ ɲ]      | ŋ [ŋ]     |           |
| Nasales       | Dévoisées     | m̥ [m̥]      | n̥ [n̥]       |             |             | ɲ̥ [ ɲ̥]      |           |           |
| Semi-voyelles | Semi-voyelles | w [w]      |             |             |             |             |           |           |

### Tons
Le miao chuanqiandian est une langues à tons qui possède huit tons.
| Ton | Valeur | Exemple   | Transcription | Traduction                   |
| --- | ------ | --------- | ------------- | ---------------------------- |
| 1   | 43     | tɕhe43    | qeb           | balayer                      |
| 2   | 31     | mɒ31      | muax          | avoir, posséder              |
| 3   | 55     | xɑŋ55     | hangd         | vallée                       |
| 4   | 21     | ɴqɑu21    | nghaol        | avaler, dévorer              |
| 5   | 44     | ntshi44   | ncit          | chuchoter à l'oreille        |
| 6   | 13     | no13      | nos           | demander, se renseigner      |
| 7   | 33     | ȵtɕo33    | nqok          | trembler, frissonner, frémir |
| 8   | 24     | wei43tɑ24 | weib daf      | grandiose                    |

## Sources
- (zh) Wang Deguang, 1992, 川黔滇苗语文 - Chuānqiándiān Miáo yǔwén, dans 中国少数民族文字 - Zhōngguó shàoshù mínzú wénzì, pp. 170-174, Pékin, Zhōngguó zàngxué chūbǎnshè  (ISBN 7-80057-082-7)
- (fr) Barbara Niederer, 1998, Les langues Hmong-Mjen (Miáo-Yáo). Phonologie historique, Lincom Studies in Asian Linguistics 07, Munich, Lincom Europa  (ISBN 3 89586 211 8)